# Arthur Lubin
Arthur Lubin (25 de julio de 1898 – 12 de mayo de 1995) fue un director, productor y actor cinematográfico de nacionalidad estadounidense, conocido por dirigir varias películas de Abbott y Costello y por crear la serie televisiva Mister Ed. Destacado director de Universal Pictures en los años 1950, fue el cineasta que dio su primer contrato cinematográfico a Clint Eastwood.

## Biografía

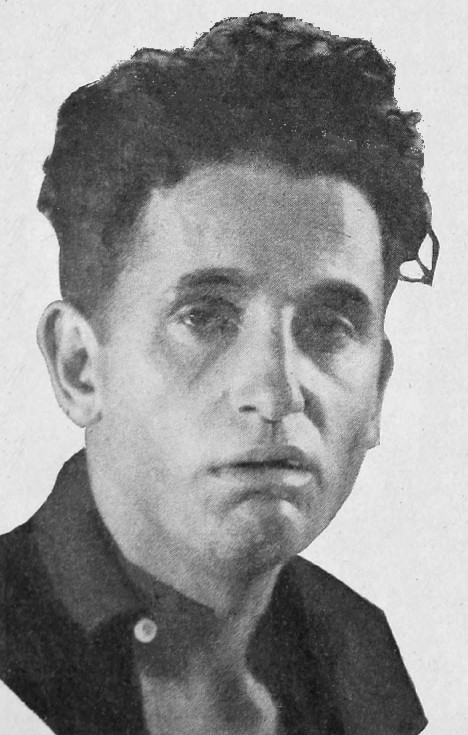
Lubin en 1928.

Su verdadero nombre era Arthur William Lubovsky, y nació en Los Ángeles, California. Criado en Jerome (Arizona), estudió en la Page Military Academy y en el Carnegie Institute of Technology. Siendo niño fue aguador de compañías teatrales itinerantes, y trabajó como voluntario en circos, y tras finalizar sus estudios en 1922 decidió hacerse actor.
Lubin inició su carrera artística como actor teatral y cinematográfico, aunque también dirigió shows para el Hollywood Writers Club. Como actor se especializó en el gran melodrama, en agudo contraste con su posterior faceta de director cinematográfico. Fue en esa época, en concreto en 1925, cuando él y unos amigos suyos fueron acusados de obscenidad por la policía de Los Ángeles por llevar a escena una producción de la obra de Eugene O'Neill Deseo bajo los olmos.
Lubin se encontraba en junio de 1932 en Hollywood trabajando para William Le Baron. Allí empezó a dirigir Little Theatre y cine para compañías de bajo presupuesto como Monogram Pictures y Republic Pictures.
A partir del 15 de abril de 1936, Lubin fue contratado por Universal.
Lubin dirigió el primer gran éxito de Abbott y Costello, Buck Privates (1941). La película funcionó muy bien en taquilla, y Lubin dirigió a la pareja en sus siguientes cuatro películas, In the Navy (1941), Agárrame ese fantasma (1941), Keep 'Em Flying (1942) y Ride 'Em Cowboy (1942), todas las cuales obtuvieron también buenas recaudaciones. Por ello, la revista Variety nombró a Lubin el director de Hollywood de mayor éxito comercial de 1941, aunque Lubin solicitó trabajar en otro tipo de películas.

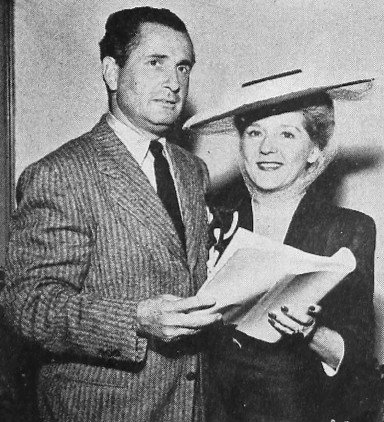
Lubin con Mary Pickford en 1943.

De todas las películas de Lubin, la que recaudó más dinero fue El fantasma de la ópera (1943), teniendo también un buen resultado Rhubarb (1951).
Lubin también fue director de la serie cinematográfica de "La Mula Francis", por la que obtuvo un porcentaje de los beneficios. Más adelante llevó la idea a la televisión, produciendo la serie Mr. Ed, en uno de cuyos episodios consiguió que actuara su buena amiga Mae West. Como director televisivo, Lubin trabajó en shows como Bronco (1958), Maverick (1959), Bonanza (1960), Mister Ed (1961) y The Addams Family (1965). Lubin rodó su último trabajo en 1978, Little Lulu, un especial televisivo para ABC Weekend Special. 
En su faceta de productor, Lubin le consiguió su primer contrato a Clint Eastwood.  
La carrera de Lubin finalizó a finales de los años 1970, viviendo el resto de su vida con su compañero sentimental, Frank Burford, y falleciendo en la residencia Autumn Hills de Glendale (California) el 12 de mayo de 1995, a los 96 años de edad. Sus restos fueron incinerados, y las cenizas esparcidas en el mar.

## Filmografía

### Director
- A Successful Failure (1934)
- Great God Gold (1935)
- Honeymoon Limited (1935)
- Two Sinners (1935)
- Frisco Waterfront (1935)
- The House of a Thousand Candles (1936)
- Yellowstone (1936)
- Mysterious Crossing (1936)
- California Straight Ahead! (1937)
- I Cover the War (1937)
- Idol of the Crowds (1937)
- Adventure's End (1937)
- Midnight Intruder (1938)
- The Beloved Brat (1938)
- Prison Break (1938)
- Secrets of a Nurse (1938)
- Newsboys' Home (1938)
- Risky Business (1939)
- Big Town Czar (1939)
- Mickey the Kid (1939)
- Call a Messenger (1939)
- The Big Guy (1939)
- Black Friday (1940)
- Gangs of Chicago (1940)
- Meet the Wildcat (1940)
- I'm Nobody's Sweetheart Now (1940)
- Who Killed Aunt Maggie? (1940)
- The San Francisco Docks (1940)
- Where Did You Get That Girl? (1941)
- Buck Privates (1941)
- In the Navy (1941)
- Agárrame ese fantasma (1941)
- Keep 'Em Flying (1941)
- Ride 'Em Cowboy (1942)
- Eagle Squadron (1942)
- Keeping Fit (1942) (corto)
- To the People of the United States (1943)
- White Savage (1943)
- El fantasma de la ópera (1943)
- Ali Baba and the Forty Thieves (1944)
- Delightfully Dangerous (1945)
- The Spider Woman Strikes Back (1946)
- Night in Paradise (1946)
- New Orleans (1947)
- Impact (1949)
- Francis (1950)
- Francis Goes to the Races (1951)
- Queen for a Day (1951)
- Rhubarb (1951)
- Francis Goes to West Point (1952)
- It Grows on Trees (1952)
- Gobs in a Mess (1953) - corto
- South Sea Woman (1953)
- Francis Covers the Big Town (1953)
- Estrella de la India  (1954)
- Francis Joins the WACS (1954)
- Footsteps in the Fog (1955)
- Francis in the Navy (1955)
- Lady Godiva of Coventry (1955)
- The First Traveling Saleslady (1956) – también productor
- Escapade in Japan (1957) – también productor
- The Thief of Baghdad (1961)
- The Incredible Mr. Limpet (1964)
- Hold On! (1966)
- Rain for a Dusty Summer (1971)

### Televisión
- The Ed Wynn Show (1958)
- Westinghouse Desilu Playhouse (1959) - "The Comeback"
- Bronco (1959)
- 77 Sunset Strip (1959)
- The Deputy (1959–60)
- Maverick (1959–60)
- The Alaskans (1960)
- Cheyenne (1960)
- Lawman (1960)
- New Comedy Showcase (1960)
- Bonanza (1960)
- The Addams Family (1965)
- Mister Ed (1958–66) – también productor
- The Double Life of Henry Phyfe (1966)
- The Pruitts of Southampton (1967)
- Mr. Terrific (1967)
- ABC Weekend Specials (1978–81) - "If I'm lost, How Come I Found You?" (1978), "Little Lulu" (1978), "Arthur the Kid" (1981)

### Actor
- The Woman on the Jury (1924)
- His People (1925)
- Bardelys the Magnificent (1926)
- Millionaires (1926)
- Afraid to Love (1927)
- The Wedding March (1928)
- The Bushranger (1928)
- Eyes of the Underworld (1929)
- Times Square (1929)

## Teatro
- La fierecilla domada (1916) - actor
- The Red Poppy (1922) - actor
- Anything Might Happen (1923) - actor
- He Who Gets Slapped (1924) - actor
- Lilliom (1924) - actor
- The Failures (1924) - actor
- Justice (1925) - actor
- Hell Bent for Heaven (1925) - actor
- Madam or Saint (1925) - actor
- The Waltz of the Dogs (1925) - actor
- The Dream Play (1925) - actor
- This One Man (1930) - director
- When the Bough Breaks (1932) - director
- Her Man of Wax (1933) - director
- Growing Pains (1933) - director